# کومینترن (سرزمین آلتای)
کومینترن (به لاتین: Komintern) یک منطقهٔ مسکونی در روسیه است که در سرزمین آلتای واقع شده‌است.